# Gamage
Gamage is een Brits historisch merk van motorfietsen.
De bedrijfsnaam was: A.W. Gamage Ltd., London.
Gamage was het merk van een bekend Londens grootwinkelbedrijf. Het verkocht vanaf ca. 1902 Belgische Red Star-motorfietsen onder eigen naam. Vanaf ca. 1905 (toen Red Star de productie beëindigde) liet men tweetakten van 269 cc en zijkleppers van 293, 347 en 497 cc bouwen bij andere merken, zoals Omega in Coventry, Wearwell en Radco. In 1924 verdween het merk van de markt. Omdat Gamage nooit zelf motorfietsen produceerde, is dit een vorm van badge engineering.